# Arquebisbat de Cotabato
L'arquebisbat de Cotabato (anglès: Archdiocese of Cotabato; tagalo: Arkidiyosesis ng Cotabato; hiligaynon: Arkidiyosis sang Cotabato; cebuano: Artsidiyosesis sa Cotabato, llatí: Archidioecesis Cotabatensis) és una seu metropolitana de l'Església Catòlica a les Filipines. El 2006 tenia 856.000 batejats sobre una població d'1.880.000 habitants. Actualment està regida per l'arquebisbe cardenal Orlando Beltran Quevedo, O.M.I..

## Territori
L'arxidiòcesi comprèn part de les províncies filipines de Cotabato, de Sultan Kudarat i de Maguindanao.
La seu arxiepiscopal és la ciutat de Cotabato, on es troba la catedral de la Immaculada Concepció.
El territori s'estén sobre 8.889  km², i està dividit en 28 parròquies.

## Història
La prelatura territorial de Cotabato i Sulu va ser erigida l'11 d'agost de 1950 mitjançant la butlla Quidquid in christifidelium del Papa Pius XII, prenent territori del bisbat de Zamboanga (avui arquebisbat). Originàriament era sufragània de l'arquebisbat de Cagayan de Oro.
El 28 d'octubre de 1953 cedí una porció del seu territori per tal que s'erigís la prefectura apostòlica de Sulu (avui vicariat apostòlic de Jolo, i assumí el nom de prelatura territorial de Cotabato.
El 17 de desembre de 1960 cedí una nova part de territori, ara perquè s'erigís la prelatura territorial de Marbel (avui bisbat).
El 29 de juny de 1970 passà a formar part de la província eclesiàstica de l'arquebisbat de Davao.
El 12 de juny de 1976 cedí una nova part del seu territori per tal que s'erigís la prelatura territorial de Kidapawan (avui bisbat). El mateix dia, en virtut de la butlla Episcoporum votis del Papa Pau VI, la prelatura va ser elevada a bisbat.
El 5 de novembre de 1979 el bisbat va ser elevat al rang d'arquebisbat metropolità, mitjançant butlla Sacrorum Antistites del Papa Joan Pau II

## Cronologia episcopal
- Gérard Mongeau, O.M.I. † (27 de març de 1951 - 14 de març de 1980 jubilat)
- Philip Francis Smith, O.M.I. † (14 de març de 1980 - 30 de maig de 1998 jubilat)
- Orlando Beltran Quevedo, O.M.I., des del 30 de maig de 1998

## Estadístiques
A finals del 2006, la diòcesi tenia 856.000 batejats sobre una població de 1.880.000 persones, equivalent al 45,5% del total.
| any  | població | població  | població | sacerdots | sacerdots       | sacerdots       | sacerdots             | diaques | religiosos | religiosos | parròquies |
| ---- | -------- | --------- | -------- | --------- | --------------- | --------------- | --------------------- | ------- | ---------- | ---------- | ---------- |
| any  | batejats | total     | %        | total     | clergat secular | clergat regular | batejats por sacerdot | diaques | homes      | dones      |            |
| 1950 | 156.000  | 680.595   | 22,9     | 21        | 21              |                 | 7.428                 |         | 25         | 14         | 12         |
| 1970 | 426.212  | 727.193   | 58,6     | 54        | 7               | 47              | 7.892                 |         | 62         | 120        | 26         |
| 1980 | 360.000  | 790.000   | 45,6     | 49        | 19              | 30              | 7.346                 |         | 66         | 93         | 24         |
| 1990 | 507.000  | 917.000   | 55,3     | 51        | 23              | 28              | 9.941                 |         | 87         | 102        | 30         |
| 1999 | 823.640  | 1.545.291 | 53,3     | 58        | 29              | 29              | 14.200                |         | 47         | 91         | 28         |
| 2000 | 902.029  | 1.591.769 | 56,7     | 64        | 34              | 30              | 14.094                |         | 46         | 222        | 28         |
| 2001 | 902.029  | 1.591.769 | 56,7     | 66        | 34              | 32              | 13.667                |         | 48         | 222        | 28         |
| 2002 | 902.029  | 1.591.769 | 56,7     | 65        | 35              | 30              | 13.877                |         | 47         | 222        | 28         |
| 2003 | 956.738  | 1.897.476 | 50,4     | 71        | 41              | 30              | 13.475                |         | 39         | 223        | 28         |
| 2004 | 823.640  | 1.809.618 | 45,5     | 71        | 39              | 32              | 11.600                |         | 40         | 127        | 28         |
| 2006 | 856.000  | 1.880.000 | 45,5     | 77        | 39              | 38              | 11.116                |         | 68         | 215        | 28         |